# Insetos comestíveis

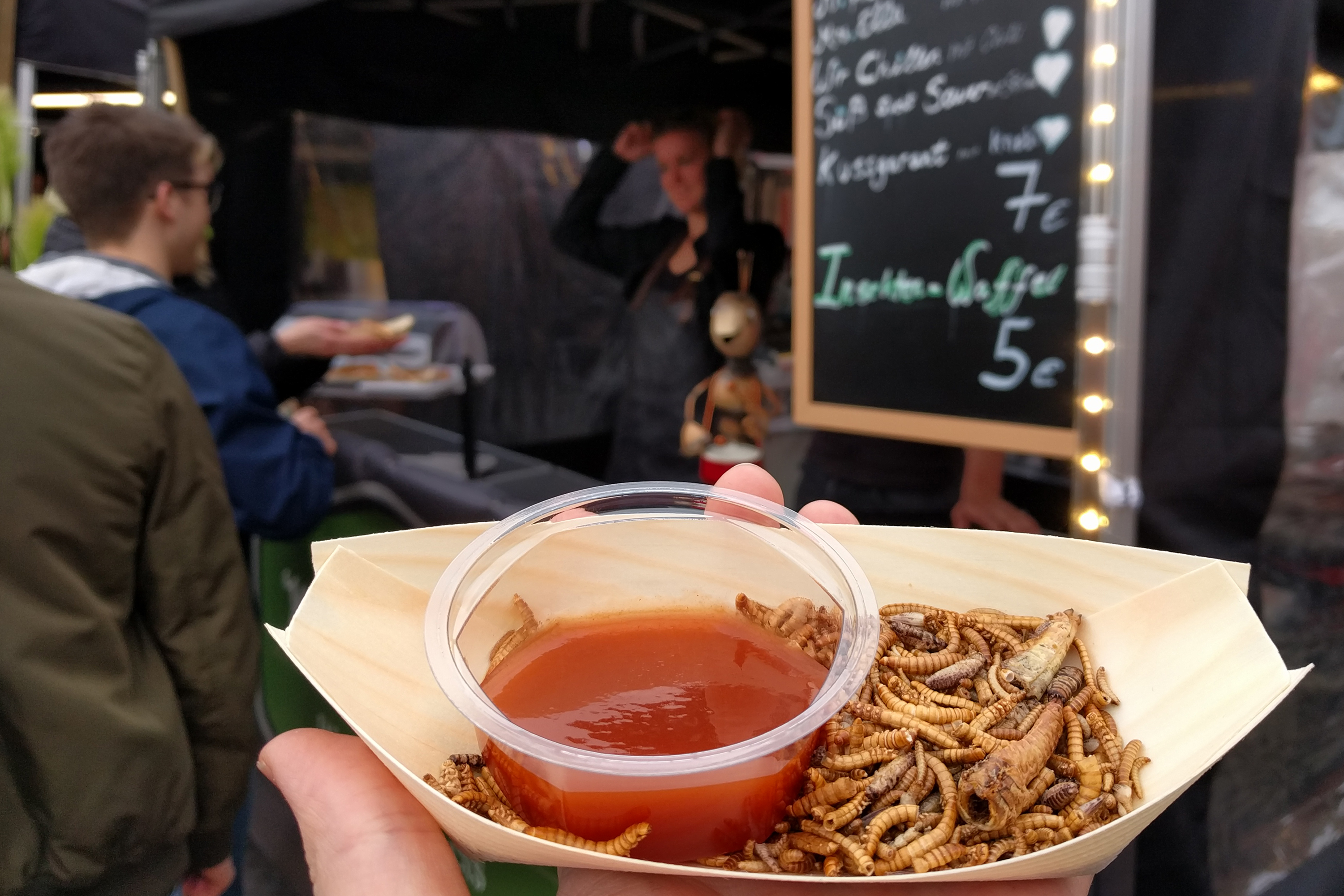
Insetos comestíveis inteiros e fritos como comida de rua na Alemanha

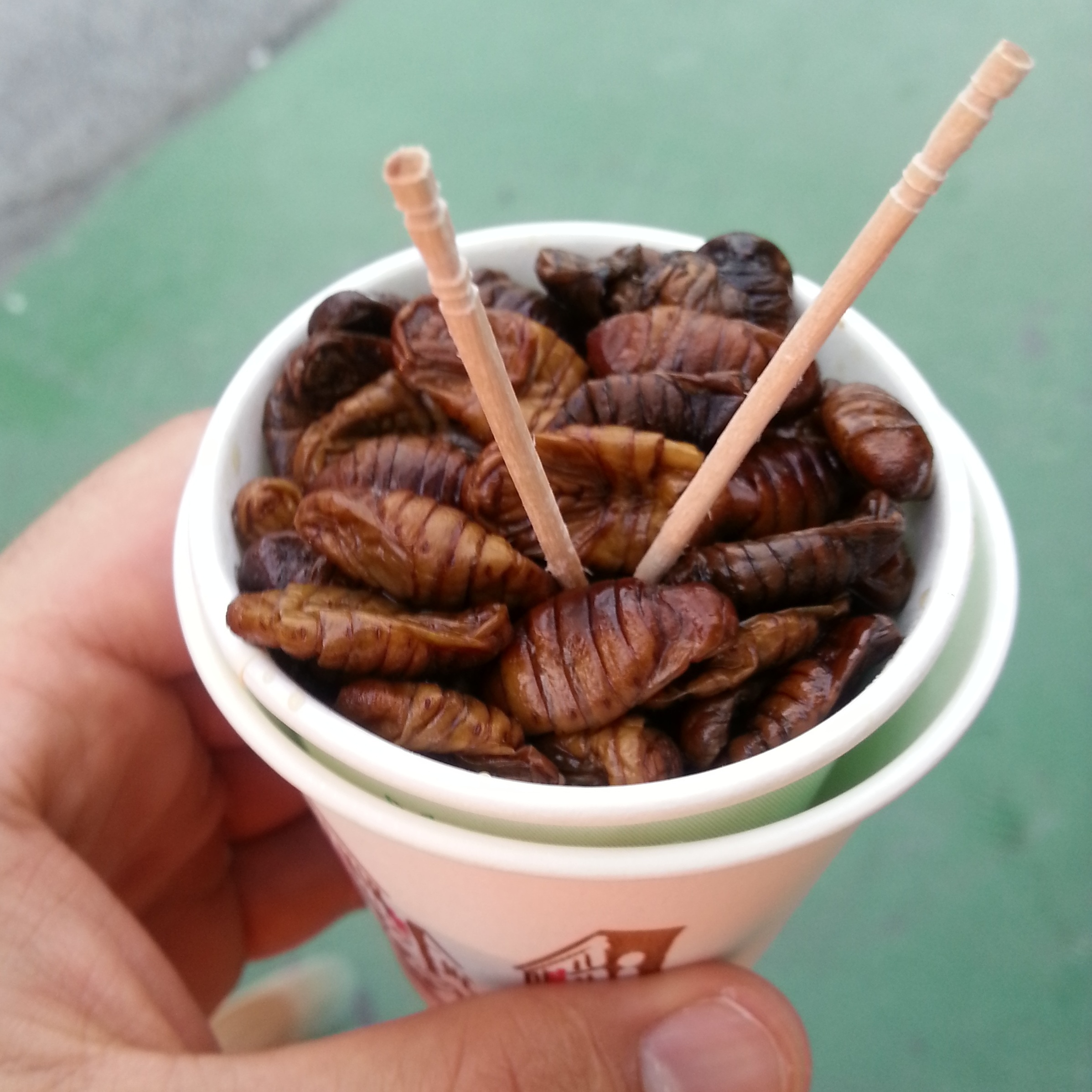
Pupas de bicho-da-seda inteiras e cozidas no vapor como comida de rua na Coreia do Sul (beondegi)

Insetos como alimento ou insetos comestíveis são espécies de insetos usados para consumo humano. Estima-se que mais de 2 bilhões de pessoas comam insetos diariamente. Globalmente, mais de 2.000 espécies de insetos são consideradas comestíveis, embora um número muito menor seja apontado para a produção industrializada em massa e autorizado regionalmente para uso em alimentos. Muitos insetos são altamente nutritivos, embora o conteúdo nutricional dependa da espécie e de outros fatores, como dieta e idade. Os insetos oferecem uma ampla variedade de sabores e são comumente consumidos inteiros ou pulverizados para uso em pratos e produtos alimentícios processados, como hambúrgueres, massas ou lanches. Assim como outros alimentos, pode haver riscos associados ao consumo de insetos, como reações alérgicas. À medida que cresce o interesse comercial nos insetos como alimento, os países estão introduzindo novas estruturas regulatórias para supervisionar sua produção, processamento, marketing e consumo.

## Insetos comestíveis

### Espécies de insetos consumidas com frequência
O consumo humano de 2.096 espécies diferentes de insetos foi documentado (2.111 se as aranhas forem incluídas).
A tabela abaixo classifica as ordens de insetos por número e porcentagem de espécies confirmadas consumidas e apresenta a porcentagem de cada ordem de inseto na diversidade de espécies de insetos conhecida. Com exceção das ordens Orthoptera e Diptera, há um alinhamento próximo entre a diversidade de espécies e o consumo, sugerindo que os seres humanos tendem a comer os insetos que estão mais disponíveis.
| Ordem       | Nome comum                                                 | Número de espécies confirmadas consumidas por seres humanos | Porcentagem de espécies de insetos consumidas por humanos (%) | Porcentagem do total de espécies de insetos (%) |
| ----------- | ---------------------------------------------------------- | ----------------------------------------------------------- | ------------------------------------------------------------- | ----------------------------------------------- |
| Coleoptera  | Besouros                                                   | 696                                                         | 33                                                            | 38                                              |
| Lepidoptera | Borboletas, mariposas                                      | 362                                                         | 17                                                            | 16                                              |
| Hymenoptera | Abelhas, vespas, formigas                                  | 321                                                         | 15                                                            | 12                                              |
| Orthoptera  | Grilos, gafanhotos                                         | 278                                                         | 13                                                            | 2                                               |
| Hemiptera   | Cigarras, cigarrinhas, cochonilhas, percevejos verdadeiros | 237                                                         | 11                                                            | 10                                              |
| Odonata     | Libélulas                                                  | 61                                                          | 3                                                             | 1                                               |
| Blattodea   | Cupins, baratas                                            | 59                                                          | 3                                                             | 1                                               |
| Diptera     | Moscas                                                     | 37                                                          | 2                                                             | 15                                              |
| Outros      | -                                                          | 45                                                          | 2                                                             | 6                                               |

### Geografia do consumo de insetos

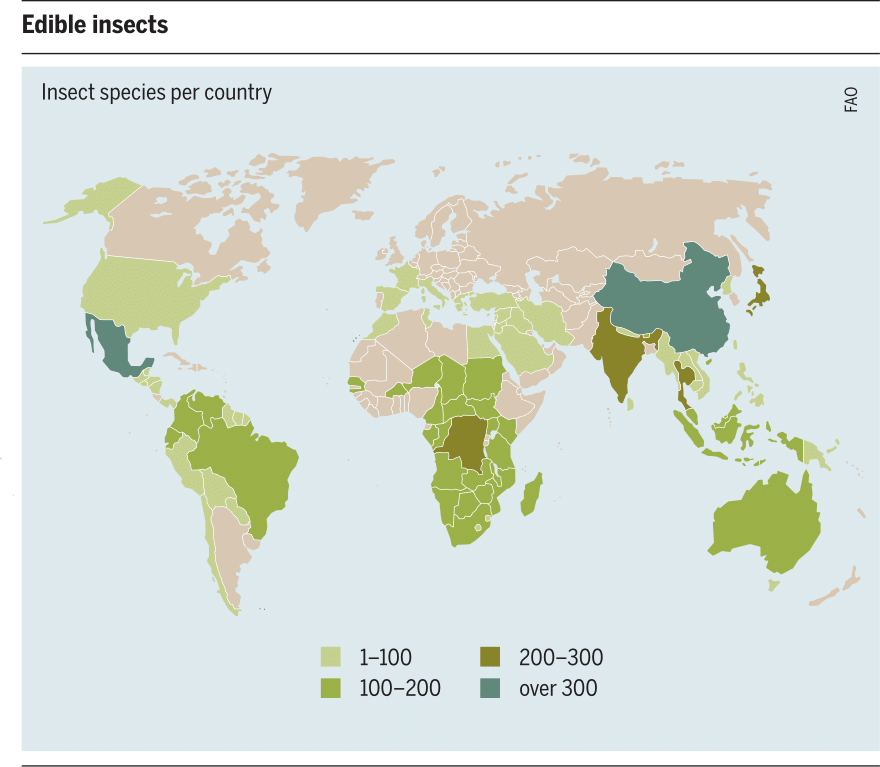
Número de espécies de insetos comestíveis por país

O consumo de espécies de insetos varia de acordo com a região devido a diferenças no ambiente, nos ecossistemas e no clima. O número de espécies de insetos consumidas por país é maior nas regiões equatoriais e subtropicais, um reflexo da maior abundância e biodiversidade de insetos observada em latitudes mais baixas e de sua disponibilidade durante todo o ano.

### Insetos comestíveis para produção industrializada em massa

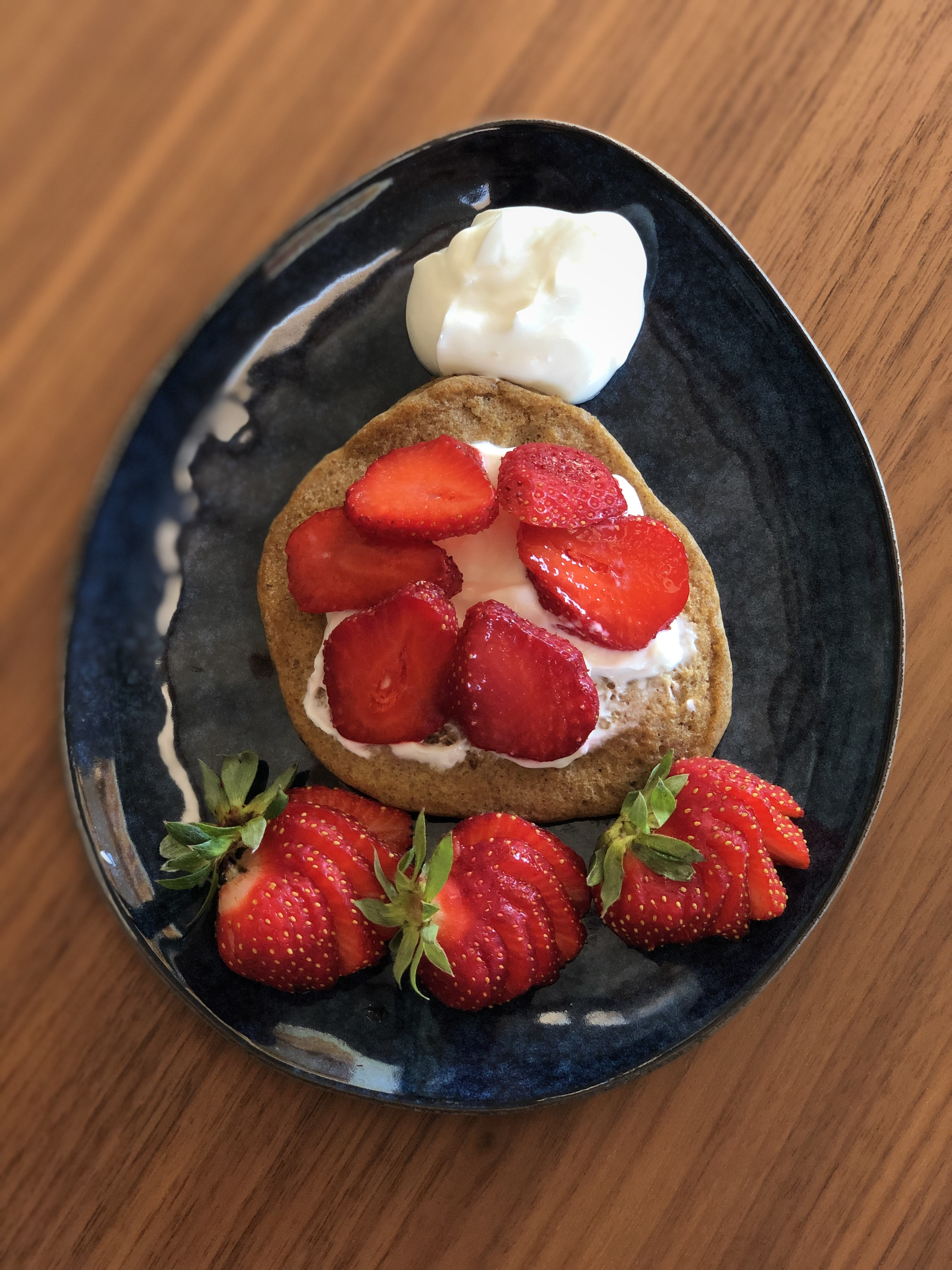
Panquecas feitas com pó de inseto, servidas com morangos e skyr.

Para aumentar o interesse do consumidor nos mercados ocidentais, como a Europa e a América do Norte, os insetos foram processados em uma forma não reconhecível, como pós ou farinha. Formuladores de políticas, acadêmicos, bem como produtores de alimentos à base de insetos em larga escala, como a Entomofarms no Canadá, o Aspire Food Group nos Estados Unidos, a Protifarm e a Protix na Holanda e o Bühler Group na Suíça, concentram-se em sete espécies de insetos adequadas para o consumo humano, bem como para a produção em massa industrializada:
- Larva-da-farinha (Tenebrio molitor e Alphitobius diaperinus) como larvas
- Grilo-doméstico (Acheta domesticus)
- Grilo-doméstico-tropical (Gryllodes sigillatus)
- Gafanhoto-migratório europeu (Locusta migratoria)
- Mosca-soldado-negro (Hermetia illucens)
- Mosca doméstica (Musca domestica)

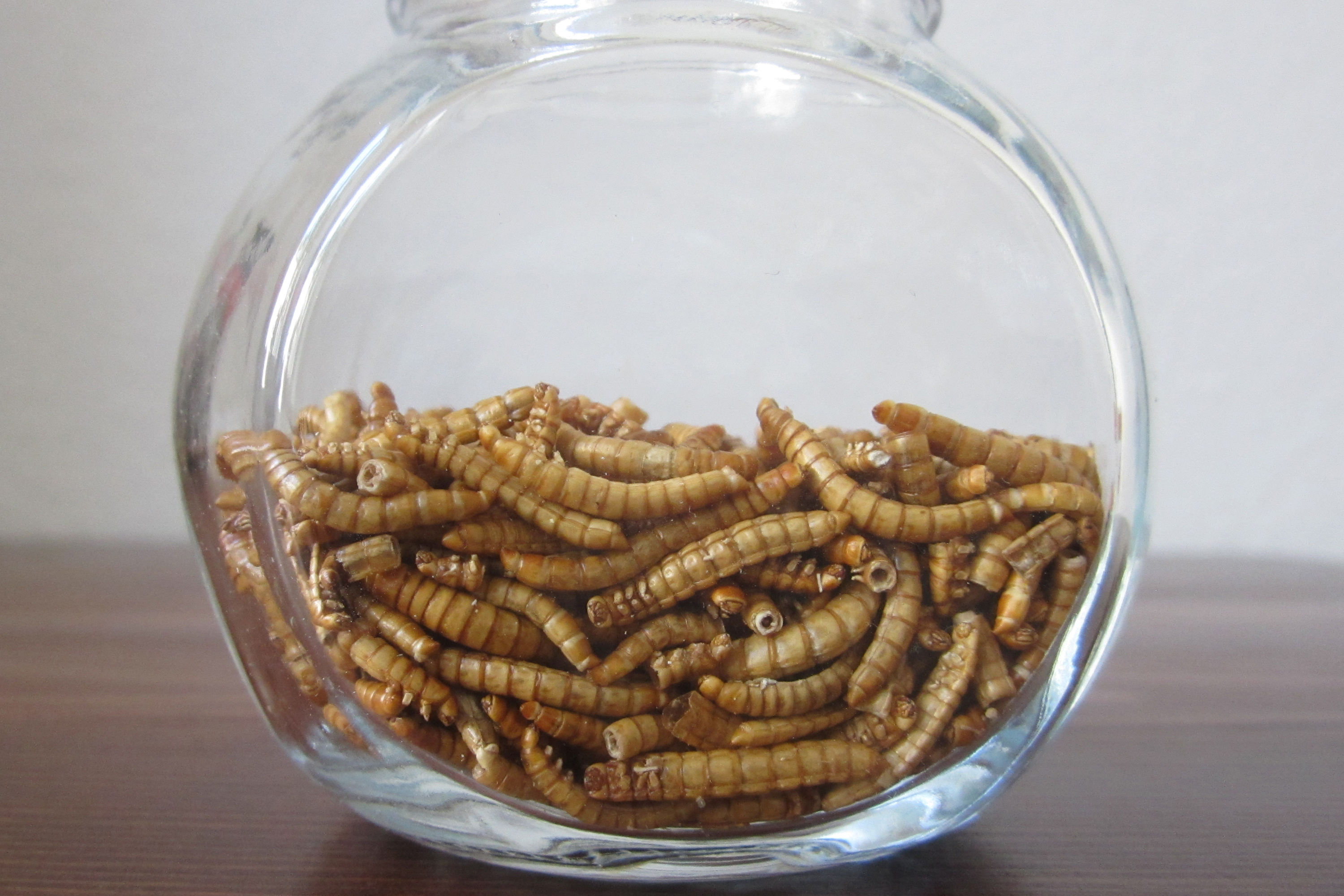
Larvas-da-farinha liofilizadas como alimento (ou ingrediente alimentar)
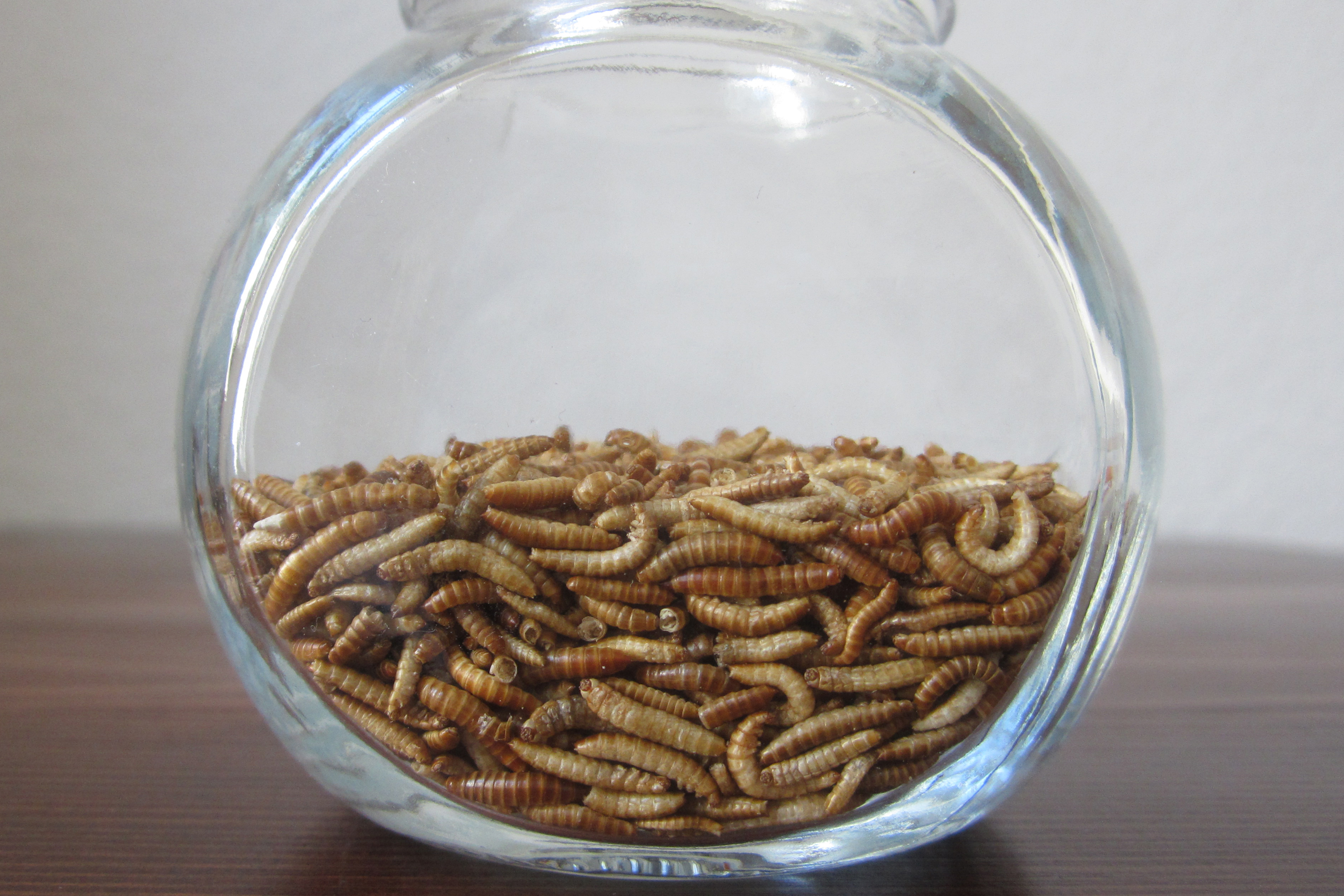
Larvas-da-farinha em outro tamanho como alimento (ou ingrediente)
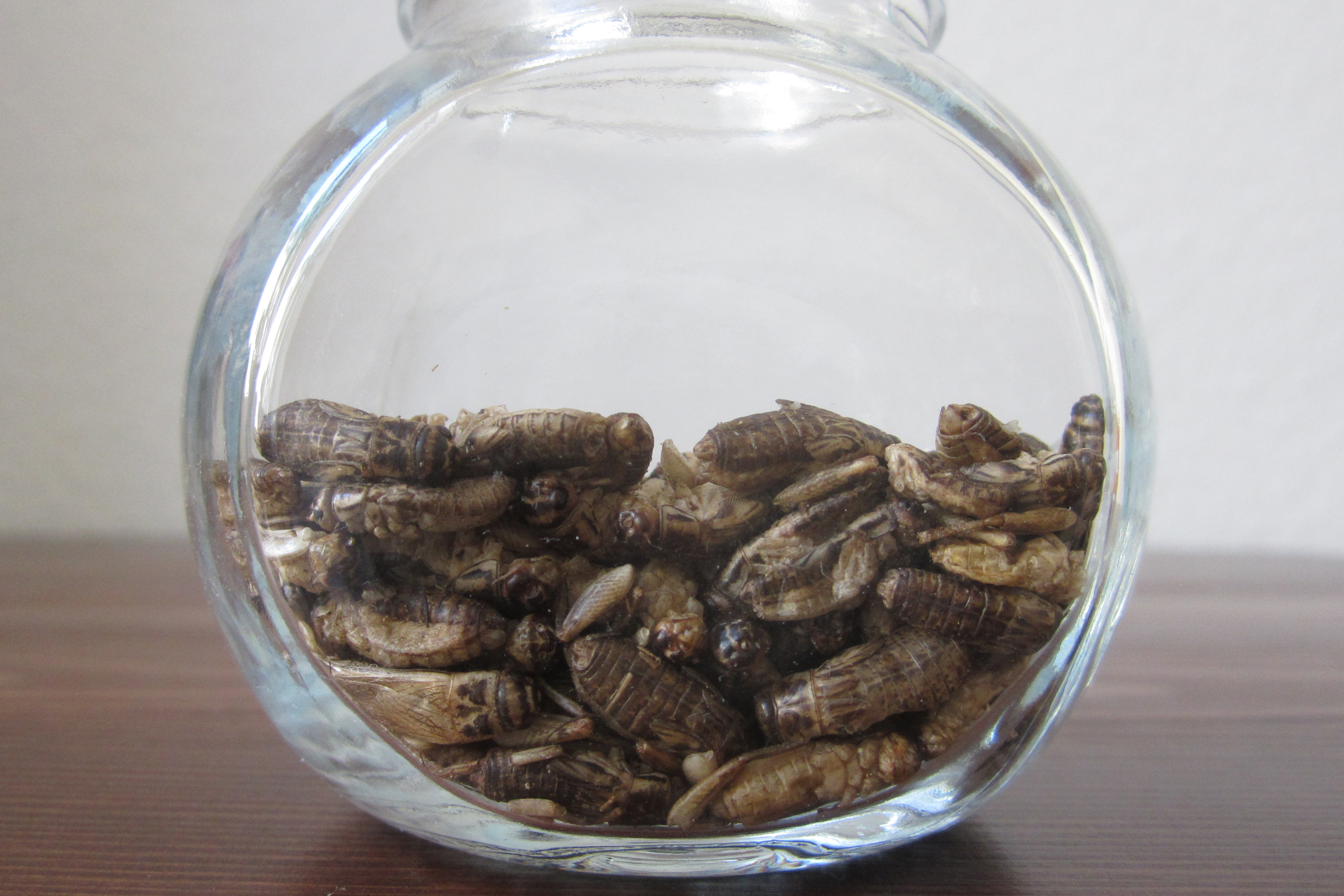
Grilos domésticos como alimento (ou ingrediente)
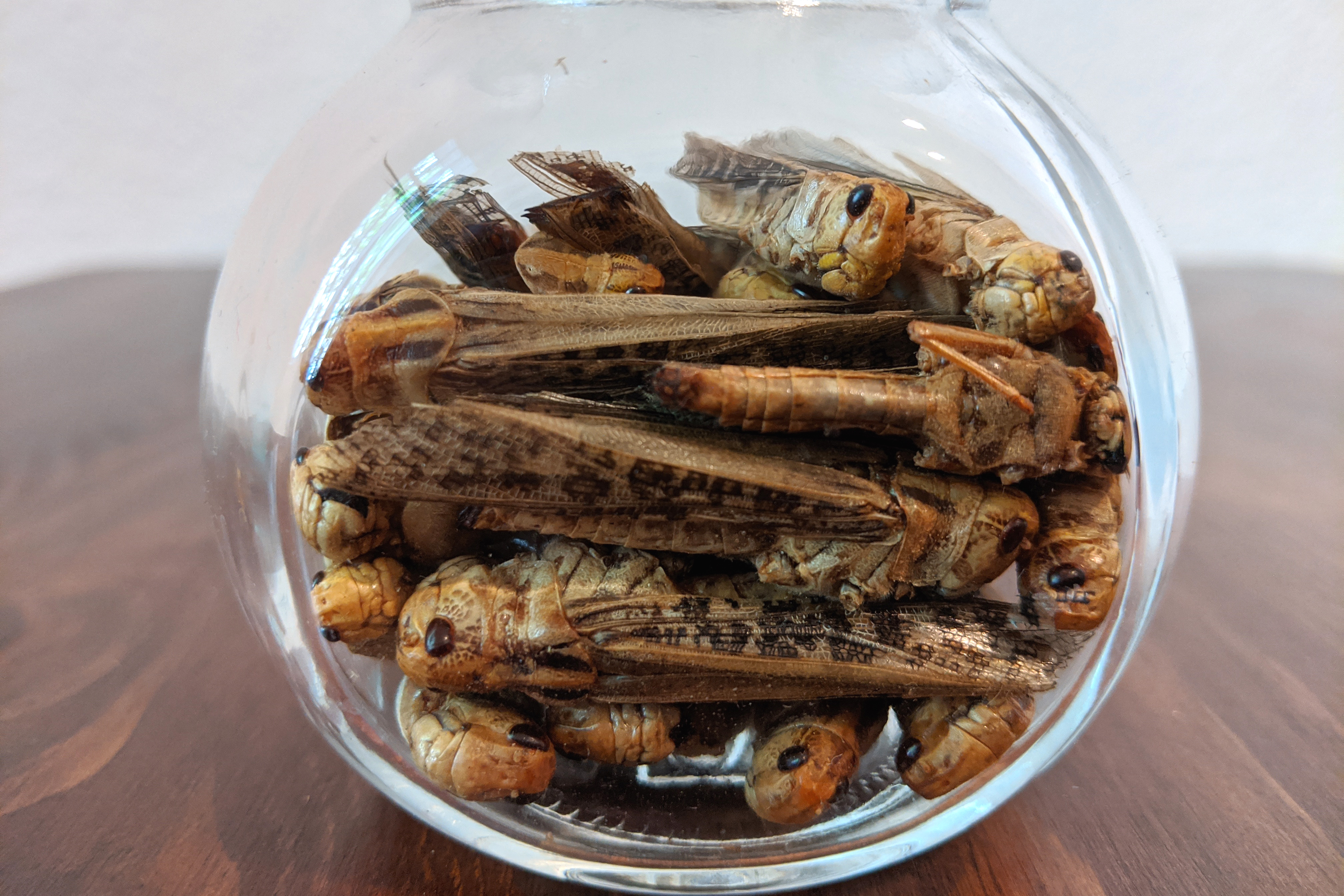
Gafanhotos-migratórios como alimento (ou ingrediente)

## Perfil nutricional

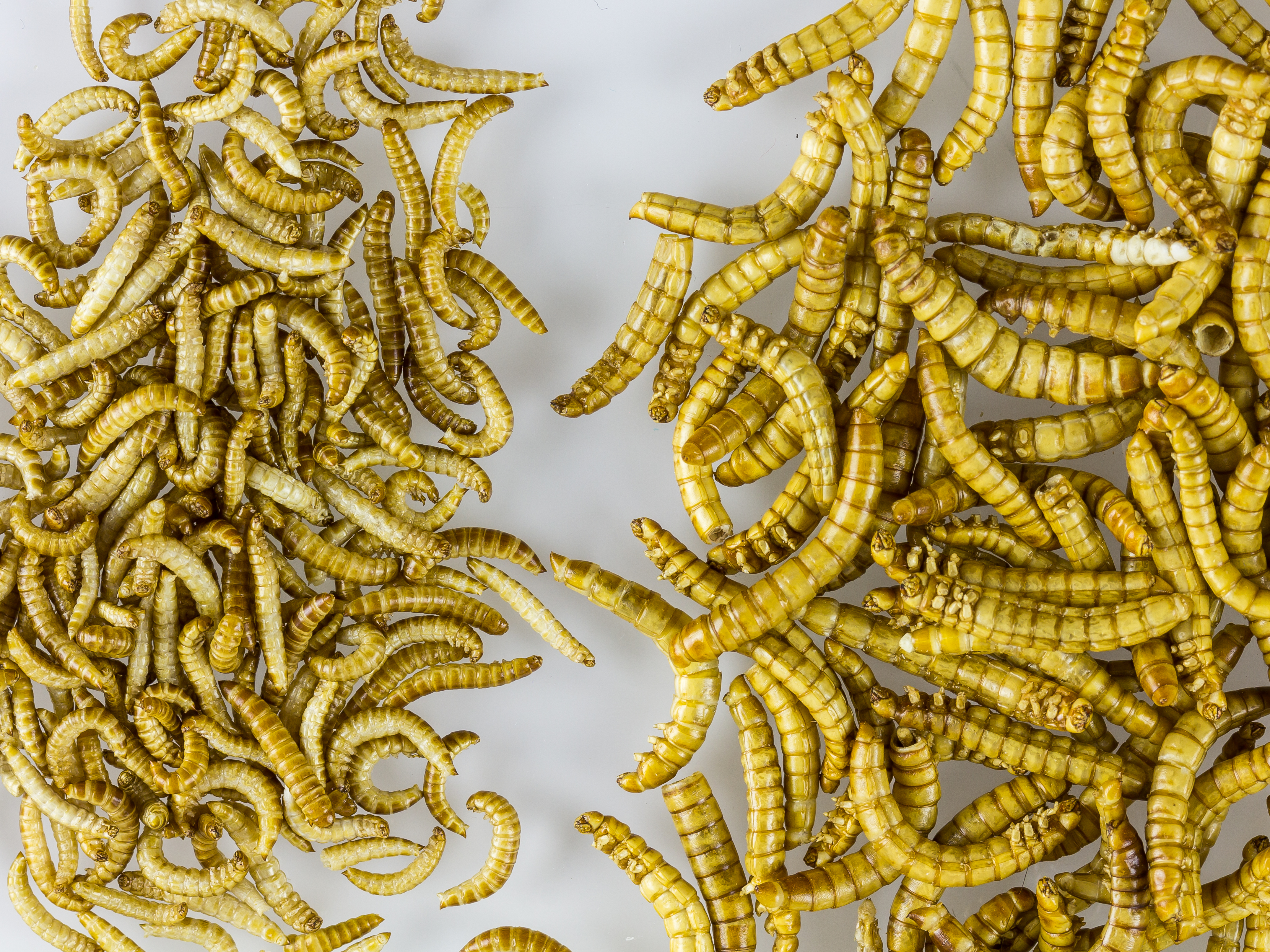
Larvas-de-farinha liofilizadas

Além das diferenças entre as espécies, o conteúdo nutricional pode ser afetado pela origem geográfica e pelo método de produção (selvagem ou cultivado), pela dieta, pela idade, pelo estágio de desenvolvimento e pelo sexo. Por exemplo, as fêmeas de grilos-domésticos (Acheta domestica) contêm mais gordura do que os machos, enquanto os machos contêm mais proteína do que as fêmeas.
Alguns insetos (por exemplo, grilos, larvas-da-farinha) são uma fonte de proteína completa e fornecem níveis de aminoácidos essenciais semelhantes aos da soja, embora menos do que a caseína. Eles têm fibra alimentar, minerais essenciais, vitaminas como B12, riboflavina e vitamina A, e incluem principalmente gordura insaturada.
Os gafanhotos contêm entre 8 e 20 miligramas de ferro para cada 100 gramas de gafanhoto cru, enquanto a carne bovina contém cerca de 6 miligramas de ferro para a mesma quantidade de carne. Os grilos também são muito eficientes em termos de nutrientes. Para cada 100 gramas de substância, os grilos contêm 12,9 gramas de proteína, 121 calorias e 5,5 gramas de gordura. A carne bovina contém mais proteína, com 23,5 gramas a cada 100 gramas da substância, mas também tem aproximadamente o triplo de calorias e quatro vezes a quantidade de gordura que os grilos têm em 100 gramas.
| Valor nutricional em 100 g              | Larvas-da-farinha (Tenebrio molitor) | Larvas-da-farinha (Alphitobius diaperinus) | Grilo-doméstico (Acheta domesticus) | Gafanhoto-migratório (Locusta migratoria) |
| --------------------------------------- | ------------------------------------ | ------------------------------------------ | ----------------------------------- | ----------------------------------------- |
| Energia                                 | 550 kcal / 2303 kJ                   | 484 kcal / 2027 kJ                         | 458 kcal / 1918 kJ                  | 559 kcal / 2341 kJ                        |
| Gordura Da qual ácidos graxos saturados | 37.2 g 9 g                           | 24.7 g 8 g                                 | 18.5 g 7 g                          | 38.1 g 13,1 g                             |
| Carboidratos Dos quais açúcares         | 5.4 g 0 g                            | 6.7 g 0 g                                  | 0 g 0 g                             | 1.1 g 0 g                                 |
| Proteína                                | 45.1 g                               | 56.2 g                                     | 69.1 g                              | 48.2 g                                    |
| Sal                                     | 0.37 g                               | 0.38 g                                     | 1.03 g                              | 0.43 g                                    |

## Características organolépticas

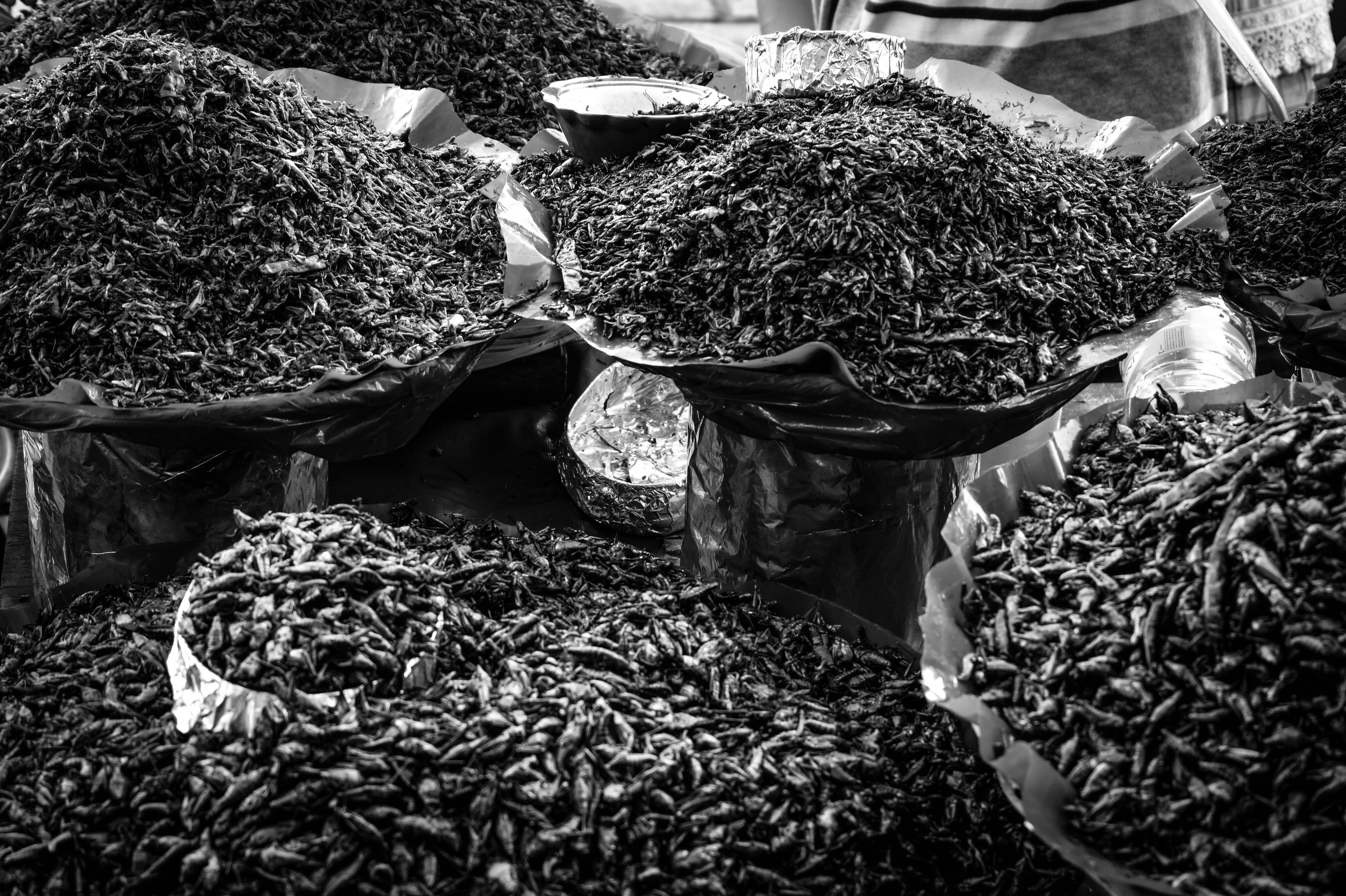
Chapulines, um popular gafanhoto comestível do México.

As características organolépticas dos insetos comestíveis variam entre as espécies e são influenciadas pelo ambiente. Por exemplo, os insetos comestíveis aquáticos, como os barqueiros (família Corixidae) e as larvas de libélula, têm sabor de peixe, enquanto os besouros mergulhadores têm mais sabor de moluscos. O ambiente nem sempre é um preditor de sabor, pois os insetos comestíveis terrestres também podem apresentar sabores semelhantes aos de peixes (por exemplo, grilos, gafanhotos). Mais de 400 compostos voláteis responsáveis pelo aroma e sabor dos insetos comestíveis foram identificados. As propriedades químicas do feromônio contribuem para os aromas e sabores pungentes de algumas espécies e a presença de ácidos orgânicos (como o ácido fórmico nas formigas) faz com que algumas espécies tenham sabor azedo. As características organolépticas dependem do estágio de desenvolvimento do inseto (ovo, larva, pupa, ninfa ou adulto) e podem mudar significativamente à medida que o inseto amadurece. Por exemplo, a textura pode mudar de macia para crocante à medida que o inseto se desenvolve da larva para o adulto devido ao aumento da quitina do exoesqueleto. O método de cozimento é considerado a maior influência no sabor final dos insetos comestíveis. Os métodos de cozimento úmido, como escaldar ou cozinhar a vapor, removem feromônios e compostos de odor, resultando em um sabor mais suave, enquanto os métodos de cozimento a seco, como fritar e assar, introduzem sabores mais complexos.
A tabela abaixo fornece descritores de sabor comuns para uma seleção de insetos comestíveis. Os sabores variam de acordo com o método de preparação (por exemplo, cru, seco, frito, etc.). O estágio de desenvolvimento do inseto é fornecido quando possível.
| Inseto                     | Nome científico         | Estado de desenvolvimento | Perfil de sabor                                   |
| -------------------------- | ----------------------- | ------------------------- | ------------------------------------------------- |
| Larva-de-agave (branca)    | Aegiale hesperiaris     | Larval                    | Torresmo                                          |
| Larva-de-agave (vermelha)  | Comadia redtenbacheri   | Larval                    | Apimentado                                        |
| Formigas                   | Família Formicidae      | Adulto                    | Doce, de nozes                                    |
| Formiga-de-cupim           | Camponotus spp.         | Adulto                    | Limão maçaricado                                  |
| Formiga-de-madeira         | Formica spp.            | Adulto                    | Limão kaffir                                      |
| Mariposa-negra-da-bruxa    | Ascalapha odorata       | Larval                    | Arenque                                           |
| Barata                     | Ordem Blattodea         | -                         | Cogumelo                                          |
| Grilo                      | Superfamília Grylloidea | Adulto                    | Peixe                                             |
| Lagarta-da-espiga-do-milho | Helicoverpa zea         | Larval                    | Milho                                             |
| Libélula                   | Infraordem Anisoptera   | Larval                    | Peixe                                             |
| Gafanhoto                  | Subordem Caelifera      | Adulto                    | Peixe                                             |
| Abelha                     | Apis spp.               | Cria                      | Manteiga, leite, herbal, vegetal, carne, cogumelo |
| Larva-da-farinha           | Tenebrio molitor        | -                         | Nozes (larval); pão integral (adulto)             |
| Cochonilha-farinhenta      | Família Pseudococcidae  | -                         | Batata frita                                      |
| Percevejo-do-monte         | Família Pentatomidae    | Adulto                    | Maçã                                              |
| Cupim                      | Infraordem Isoptera     | Adulto                    | Nozes                                             |
| "Soldadinhos"              | Família Membracidae     | -                         | Abacate, abobrinha                                |
| Vespa                      | Ubordem Apocrita        | -                         | Pinhão                                            |
| Percevejos aquáticos       | Família Corixidae       | -                         | Caviar (ovos); peixe, camarão (adulto)            |

## Produção e processamento

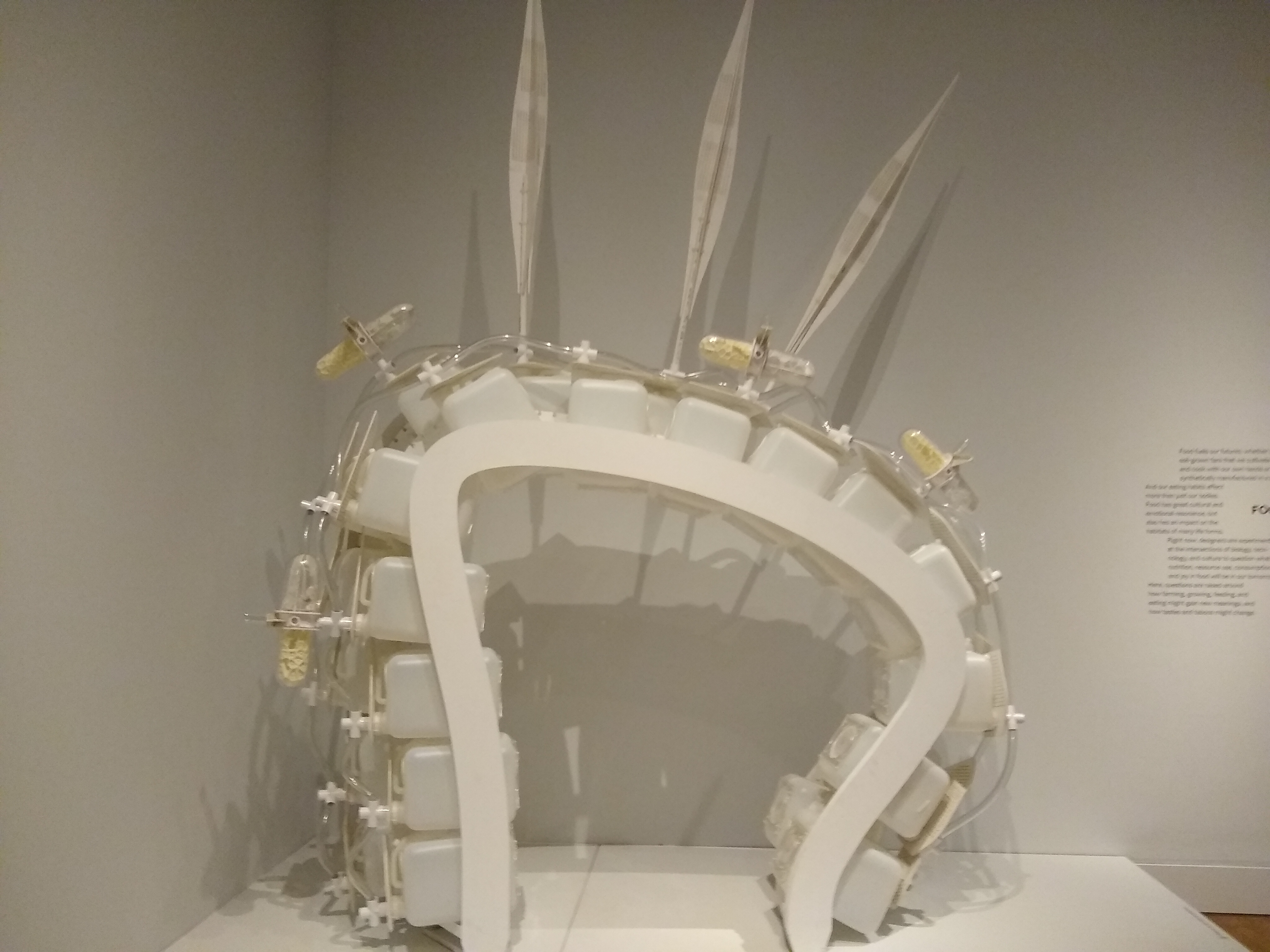
Fazenda modular de insetos comestíveis Cricket Shelter, projetada pela Terreform ONE.

Os insetos comestíveis são criados como gado em fazendas especializadas em insetos. Na América do Norte e em países europeus, como a Holanda ou a Bélgica, os insetos são produzidos de acordo com a legislação alimentar e os padrões de higiene rigorosos para consumo humano.

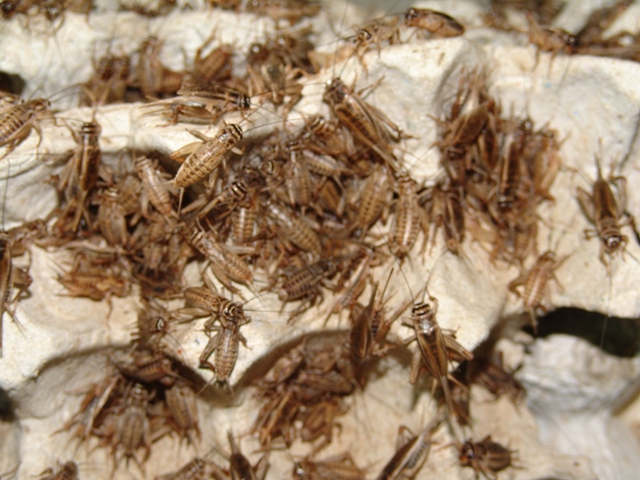
Grilos sendo criados para consumo humano.

As condições, como temperatura, umidade, alimentação, fontes de água e alojamento, variam de acordo com a espécie de inseto. Os insetos são criados desde ovos até o estado de larva (larvas-da-farinha, larvas-da-farinha pequenas) ou até sua forma madura (grilos, gafanhotos) em fazendas de insetos industrializadas e, em seguida, são mortos por meio de controle de temperatura. Os insetos abatidos podem ser liofilizados e embalados inteiros ou pulverizados em pó de inseto (farinha de inseto) para serem usados em outros produtos alimentícios, como produtos de panificação ou lanches.
Além da composição nutricional e da digestibilidade, as espécies de insetos são selecionadas para facilitar a criação pelo produtor com base em fatores como suscetibilidade a doenças, eficiência de conversão alimentar, taxa de desenvolvimento e rotatividade de gerações.

### Produtos alimentícios à base de insetos
Os seguintes alimentos processados são produzidos na América do Norte (incluindo o Canadá) e na União Europeia:
- Farinha de insetos: insetos pulverizados e liofilizados (por exemplo, farinha de grilo).
- Hambúrguer de inseto: hambúrgueres feitos de pó de inseto/farinha de inseto (principalmente de larvas- de-farinha ou de grilo-doméstico) e outros ingredientes.[37]
- Barras fitness de insetos: barras de proteína contendo pó de inseto (principalmente de grilos-domésticos).
- Massas de insetos: macarrão feito de farinha de trigo, fortificado com farinha de insetos (grilos-domésticos ou larvas-da-farinha).
- Pão de inseto (finlandês Sirkkaleipä): pão assado com farinha de insetos (principalmente grilos domésticos).[38]
- Petisco de insetos: batatas fritas, flips ou pequenos lanches (mordidas) feitos com pó de inseto e outros ingredientes.[39]
- Empresas de alimentos e bebidas, como a cervejaria australiana Bentspoke Brewing Co e a startup sul-africana Gourmet Grubb, lançaram cerveja à base de insetos,[40] uma alternativa ao leite e sorvete de insetos.[41]

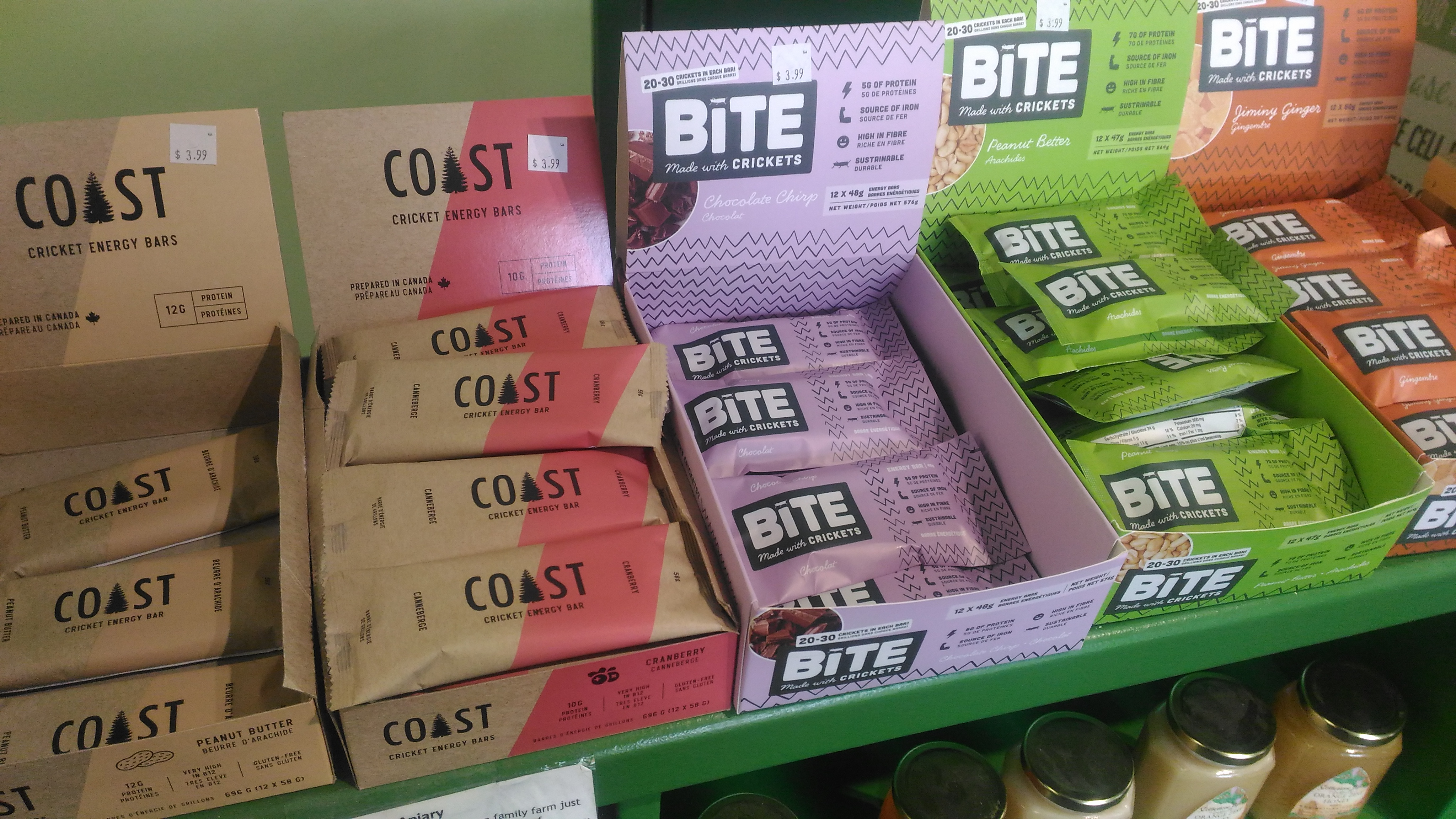
Barra energética de insetos feita com grilos processados
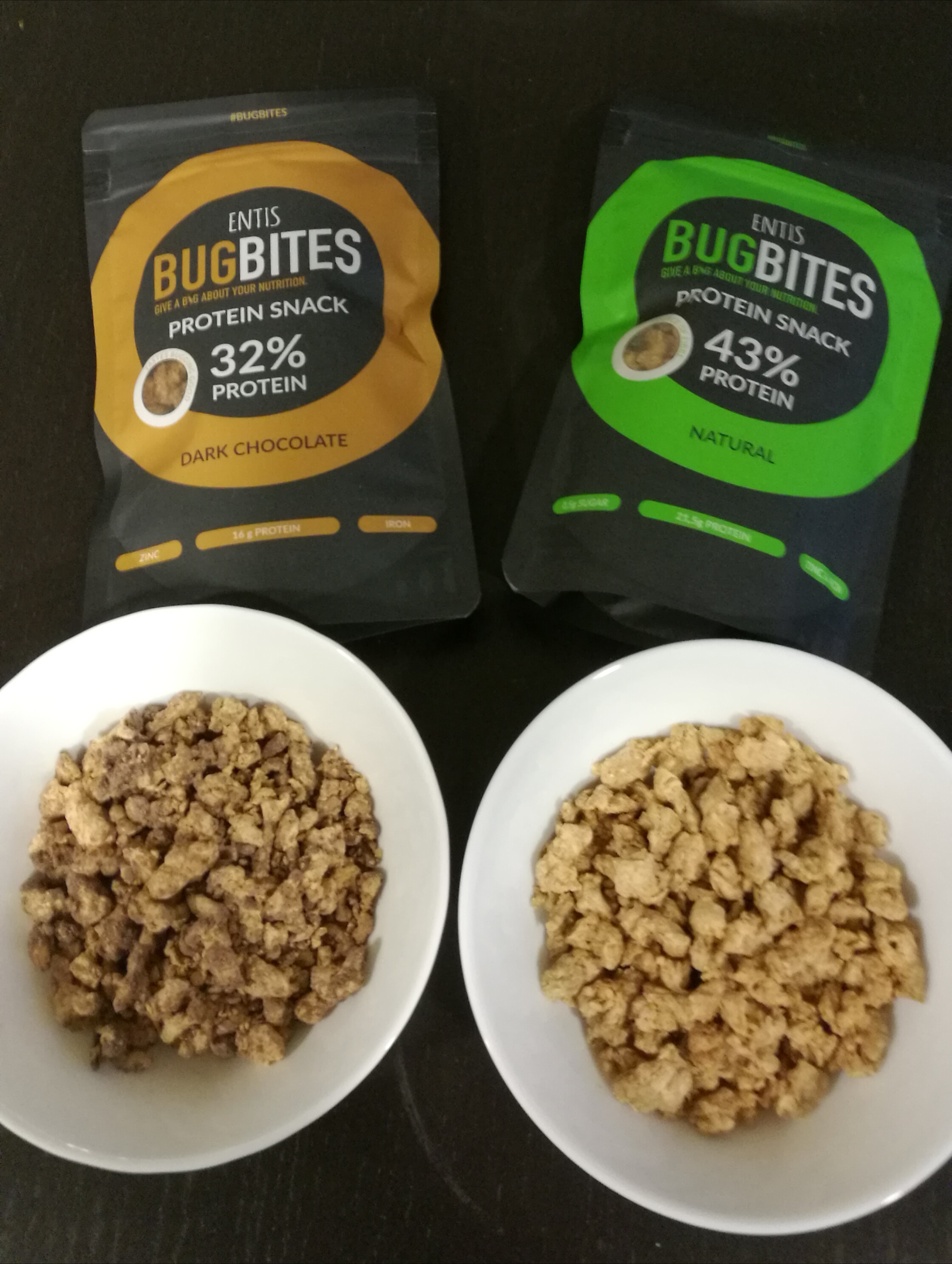
Petiscos de insetos (mordidas) com farinha de grilo cultivada e aveia

## Segurança alimentar

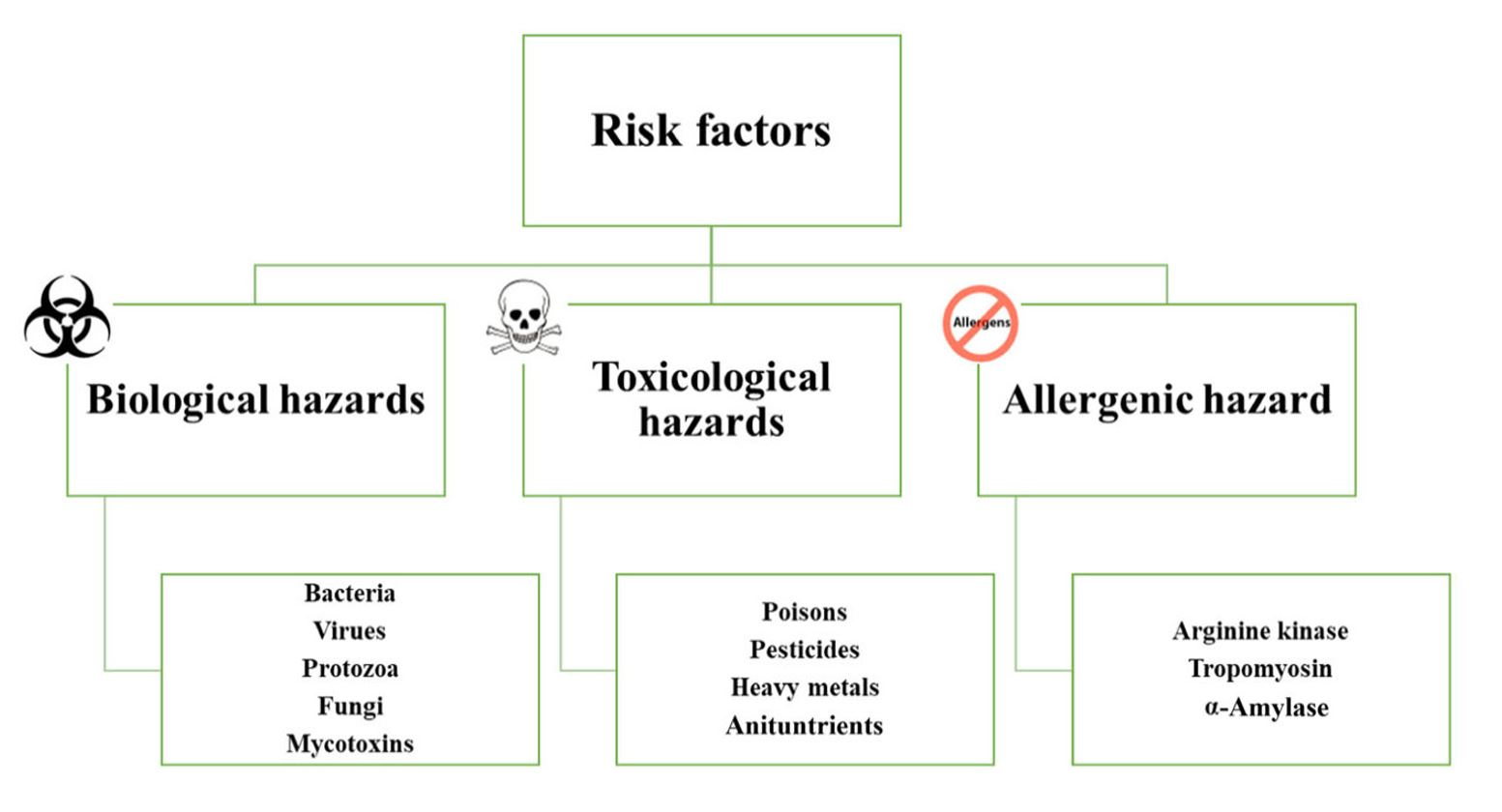
Diagrama de fatores de risco associados ao consumo de insetos comestíveis.

Assim como outros alimentos, o consumo de insetos apresenta riscos à saúde decorrentes de perigos biológicos, toxicológicos e alergênicos. Em geral, os insetos colhidos na natureza representam um risco maior do que os insetos cultivados, e os insetos consumidos crus representam um risco maior do que os insetos cozidos antes do consumo. O substrato da ração e as condições de cultivo são os principais fatores que influenciam os perigos microbiológicos e químicos dos insetos cultivados.
A tabela abaixo combinou os dados de dois estudos publicados na Comprehensive Reviews in Food Science and Food Safety e resumiu os perigos potenciais das cinco principais espécies de insetos consumidas por seres humanos.
| Ordem       | Nome popular        | Categoria do perigo | Risco potencial                           |
| ----------- | ------------------- | ------------------- | ----------------------------------------- |
| Coleoptera  | Besouro             | Químico             | Hormonal                                  |
| Coleoptera  | Besouro             | Químico             | Substâncias cianogênicas                  |
| Coleoptera  | Besouro             | Químico             | Contaminação por metais pesados           |
| Lepidoptera | Bicho-da-seda       | Alérgico            |                                           |
| Lepidoptera | Bicho-da-seda       | Químico             | Tiaminase                                 |
| Lepidoptera | Traça-da-cera       | Micróbios           | Alta contagem de bactérias                |
| Lepidoptera | Traça-da-cera       | Químico             | Substâncias cianogênicas                  |
| Hymenoptera | Formiga             | Químico             | Fatores antinutricionais (tanino, fitato) |
| Orthoptera  | Grilo-doméstico     | Micróbios           | Alta contagem de bactérias                |
| Hemiptera   |                     | Parasitas           | Doença de Chagas                          |
| Diptera     | Mosca-soldado negra | Parasitas           | Miíase                                    |

Os perigos identificados na tabela acima podem ser controlados de várias maneiras. Os alergênicos podem ser rotulados na embalagem para evitar o consumo por consumidores suscetíveis a alergias. A agricultura seletiva pode ser usada para minimizar os riscos químicos, enquanto os riscos microbianos e parasitários podem ser controlados por processos de cozimento.
Como garantia adicional para os consumidores, a rotulagem de qualidade foi introduzida pelo programa Entotrust, uma certificação de produto independente e voluntária de alimentos à base de insetos, que permite que os produtores comuniquem a segurança e a sustentabilidade de suas atividades.

## Desafios
Há desafios associados à produção, ao processamento e ao consumo de insetos como alimento.

### Produção
A produção em massa no setor de insetos é uma preocupação devido à falta de tecnologia e de fundos para colher e produzir insetos de forma eficiente. O maquinário teria que abrigar um compartimento adequado para cada ciclo de vida do inseto, bem como o controle de temperatura, pois isso é fundamental para o desenvolvimento do inseto.

### Processamento
A disponibilidade de insetos colhidos na natureza pode depender da estação do ano. Isso representa um desafio, pois muitos insetos colhidos na natureza têm uma vida útil curta, às vezes de apenas um ou dois dias. A identificação de métodos de processamento e armazenamento que prolonguem a vida útil dos insetos sazonais aumentará a eficiência de sua colheita e consumo.

## Regulamentação e autorização

### União Europeia
Na União Europeia, os insetos comestíveis - inteiros ou em partes, por exemplo, pernas, asas ou cabeças - se enquadram na definição de novo alimento, dada pela Comissão Europeia. Os dossiês de várias espécies de insetos estão atualmente sendo analisados pela Autoridade Europeia para a Segurança dos Alimentos (EFSA, em inglês).
Em agosto de 2018, a EFSA publicou um primeiro perfil de risco para o grilo-doméstico como alimento. De acordo com uma avaliação de risco publicada pela EFSA em 13 de janeiro de 2021, a larva-da-farinha amarela é segura para o consumo humano. Em 2 de julho de 2021, a EFSA publicou outro parecer científico afirmando que o gafanhoto-migratório congelado, seco ou moído é seguro para o consumo humano. Em 17 de agosto de 2021, a EFSA publicou uma avaliação de segurança com relação aos grilos domésticos (Acheta domesticus), declarando que as formulações congeladas e secas de grilos domésticos inteiros são seguras para consumo. Em 4 de julho de 2022, a EFSA publicou um parecer confirmando a segurança das formulações congeladas e liofilizadas da larva-da-farinha pequena (Alphitobius diaperinus no estado larval) para consumo humano.
Após a avaliação da EFSA, a Comissão Europeia autorizou os seguintes insetos comestíveis como novos alimentos na UE:
- Larvas secas de Tenebrio molitor (larvas-da-farinha) com o Regulamento de Execução (UE) 2021/882 da Comissão, de 1 de junho de 2021 (em vigor em 22 de junho de 2021).[60]
- Formas congeladas, secas e em pó de gafanhoto-migratório (Locusta migratoria) com o Regulamento de Execução (UE) 2021/1975 da Comissão, de 12 de novembro de 2021 (em vigor em 5 de dezembro de 2021).[61]
- Formas congeladas, secas e em pó de grilo-doméstico (Acheta domesticus) com o Regulamento de Execução (UE) 2022/188 da Comissão, de 10 de fevereiro de 2022.[62]
- Formas congeladas, em pasta, secas e em pó de larvas de tentilhão (Alphitobius diaperinus) com o Regulamento de Execução (UE) 2023/58 da Comissão, de 5 de janeiro de 2023.[63]

### Suíça
Em 1º de maio de 2017, a Suíça aprovou as seguintes espécies de insetos como alimento:
- Grilo-doméstico (Acheta domesticus)
- Gafanhoto-migratório (Locusta migratoria)
- Larvas-de-farinha (Tenebrio molitor como larva)

Sob certas condições, esses insetos podem ser oferecidos aos consumidores inteiros, pulverizados ou processados em produtos alimentícios.

### Reino Unido
Após o período de transição do Brexit, a regulamentação referente a insetos comestíveis mudou no Reino Unido em 21 de janeiro de 2021, tornando-os não comercializáveis sem autorização. Os produtos alimentícios à base de insetos precisam ser autorizados pela Food Standards Agency (FSA em inglês) em um processo de autorização de novos alimentos. Em fevereiro de 2022, a associação do setor de insetos do Reino Unido, Woven Network CIC, apresentou à FSA um primeiro dossiê para a autorização de grilos domésticos (Acheta domesticus) como novo alimento.

### EUA e Canadá
Nos EUA e no Canadá, os insetos para consumo humano não são classificados como novos alimentos e a importação e a venda são permitidas. Nos EUA, os produtos alimentícios à base de insetos devem estar em conformidade com os padrões da Food and Drug Administration (FDA) e com as regulamentações de rotulagem de alimentos (incluindo a rotulagem de risco de alergia).
Dentro da Lei Federal de Alimentos, Medicamentos e Cosméticos (FD&C Act), a FDA declara que "O termo 'alimento' significa (1) artigos usados como alimento ou bebida para o homem ou outros animais, (2) goma de mascar e (3) artigos usados como componentes de qualquer um desses artigos." Assim, como os insetos se enquadram nessa categoria, eles devem ser seguros e não podem conter nenhuma substância venenosa ou deletéria adicionada que não seja segura. Esses itens não podem ser preparados, embalados ou mantidos em condições insalubres e devem ser produzidos de acordo com as Boas Práticas de Fabricação (BPF) vigentes, regulamentos para fabricação/processamento, embalagem ou manutenção de alimentos humanos. A Lei FD&C também inclui requisitos relativos à rotulagem de alimentos e controles preventivos, conforme aplicável. Os fabricantes têm a responsabilidade de garantir que os alimentos que produzem para o mercado dos Estados Unidos sejam seguros e estejam em conformidade com a Lei FD&C e os regulamentos de implementação da FDA.
No Canadá, os insetos estão sujeitos aos mesmos padrões e diretrizes que outros alimentos vendidos em lojas ou on-line.

### Singapura
A Singapore Food Agency (SFA) aprovou 16 espécies de insetos, como grilos, bichos-da-seda e gafanhotos, para consumo humano no segundo semestre de 2023.
A aprovação dos insetos para consumo estará sujeita a requisitos de segurança alimentar, incluindo processos de tratamento para matar patógenos e garantir que eles sejam embalados e armazenados com segurança para evitar contaminação.

## Conscientização
O Dia Mundial dos Insetos Comestíveis (World Edible Insect Day em inglês), realizado em 23 de outubro, foi introduzido pelo empresário belga Chris Derudder em 2015 para aumentar a conscientização global sobre o consumo de insetos comestíveis, com foco na Europa, América do Norte e Austrália.